# Dự án Habakkuk
Dự án Habakkuk là một kế hoạch của người Anh trong Chiến tranh thế giới thứ hai nhằm xây dựng một tàu sân bay bằng pykrete (hỗn hợp đông lạnh được làm từ nước và mùn cưa) để sử dụng chống lại tàu U-boat của Đức Quốc xã ở Đại Tây Dương. Ý tưởng đến từ Geoffrey Pyke. Sau các thử nghiệm quy mô đầy hứa hẹn và việc tạo ra một mẫu thử nghiệm trên hồ ở Alberta, Canada. Dự án đã bị hoãn lại do chi phí gia tăng, các yêu cầu bổ sung và các điều kiện lịch sử khác.

## Ý tưởng ban đầu
Kỹ sư Geoffrey Pyke, làm việc tại Cơ quan Hoạt động hỗn hợp Anh quốc (Combined Operations Headquarters - viết tắt là COHQ) dưới sự lãnh đạo của Lord Mountbatten, chỉ huy tối cao các Lực lượng Đồng minh chống phát xít Đức.
Pyke hình thành ý tưởng Habbakuk trong khi ông đang ở Hoa Kỳ tham gia Dự án Plow, một kế hoạch nhằm tập hợp một đơn vị ưu tú cho các hoạt động mùa đông ở Na Uy, România và dãy núi Alps. Ông đã xem xét vấn đề làm thế nào để bảo vệ các chuyến hạ cánh trên biển và các đoàn tàu vận tải Đại Tây Dương ngoài tầm với của máy bay. Vấn đề là thép và nhôm đang thiếu hụt, và được yêu cầu cho các mục đích khác. Pyke đã quyết định rằng câu trả lời là băng, có thể được sản xuất chỉ với 1% năng lượng cần thiết để tạo ra khối lượng thép tương đương. Ông đề xuất rằng một tảng băng trôi, tự nhiên hoặc nhân tạo, được san bằng để cung cấp một đường băng và rỗng ra để máy bay trú ẩn. Từ New York, Pyke đã gửi đề xuất qua túi ngoại giao cho COHQ, với một nhãn cấm bất cứ ai ngoài Mountbatten mở gói.
Thật ra, kỹ sư Pyke không phải là người đầu tiên nghĩ ra việc chế tạo tàu sân bay làm từ băng mà hơn 10 năm trước đó, một nhà khoa học Đức là Tiến sĩ Gerke von Waldenburg cũng đã đề xuất ý tưởng - đồng thời thực hiện một số thí nghiệm sơ bộ trên hồ Zürich vào năm 1930 nhưng bị các sĩ quan Hải quân Đức Quốc xã xem là trò đùa. Theo Waldenburg, tàu sân bay làm từ băng có thể thực hiện ngay trên mặt biển mà chỉ cần một con tàu có thiết bị hóa đông nước biển. Nhưng cũng vì xem là trò đùa nên toàn bộ hồ sơ kỹ thuật về chuyện này đã bị bộ phận tham mưu ném vào thùng rác trước khi nó được trình lên Tư lệnh Hải quân Đức là Đô đốc Erich Raeder.

## Về tên gọi của dự án
Tên mã của dự án dường như đã được gọi là Habbakuk trong các tài liệu chính thức vào thời điểm đó. Điều này thực tế có thể là lỗi của Pyke, vì ít nhất một tài liệu ban đầu dường như được viết bởi ông (mặc dù chưa ký) sẽ đánh vần nó theo cách đó. Tuy nhiên, các ấn phẩm sau chiến tranh của những người liên quan đến dự án, chẳng hạn như Max Perutz và Sir Charles Goodeve, tất cả đều khôi phục đúng chính tả, với một chữ "b" và ba chữ "k".

## Vật liệu Pykrete
Tháng 3 năm 1942, dự án Habbakuk dưới sự chỉ huy của kỹ sư Pyke tiến hành những bước đầu tiên. Theo Max Perutz - chuyên gia thiết kế tàu sân bay thời bấy giờ thì những tảng băng tự nhiên trôi lang thang trên vùng biển Bắc không đủ chiều dài để máy bay săn ngầm Hawker Hurricane có thể cất, hạ cánh.

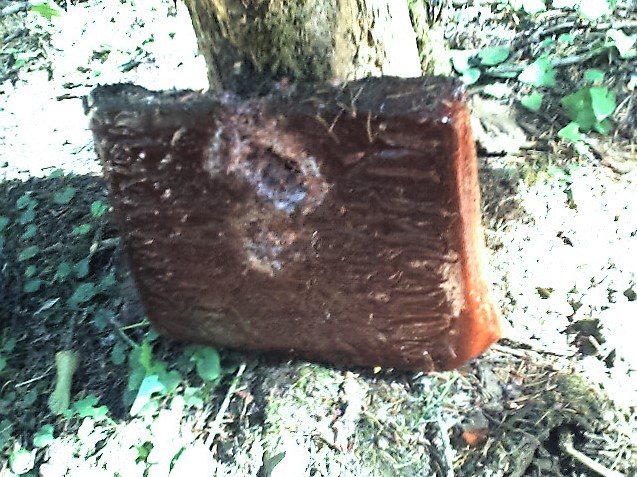
Một mảnh vật liệu pykrete

Thời đó, nhằm giúp cho nước đá lâu tan chảy, các chủ quán giải khát thường phủ lên bề mặt của đá một lớp mạt cưa nên vận dụng kinh nghiệm này, Pike trộn bột gỗ với nước rồi cho đóng băng. Sau đó, khối băng được đặt trong nhiệt độ dao động từ 10°C đến 120°C - là nhiệt độ trung bình ở biển Bắc. Kết quả cho thấy phải mất 79 ngày, khối băng có lẫn bột gỗ mới tan chảy 1⁄20 trọng lượng so với một khối băng tinh khiết khác, tan chảy hoàn toàn chỉ sau 8 tiếng đồng hồ. Pyke tạo ra một hỗn hợp gồm bột gỗ và nước biển, được đặt theo tên ông là "hỗn hợp Pykrete".
Max Perutz đã tiến hành các thí nghiệm về khả năng tồn tại của pykrete và thành phần tối ưu của nó ở một vị trí bí mật bên dưới Smithfield ở thành phố London.
Bằng cách thiết kế một khung gỗ có hình dạng và kích thước khoảng 1⁄6 tàu sân bay thật, Pyke cho đổ hỗn hợp này vào rồi hóa đông. Khi nó đã thành hình, Pyke cho một chiếc xe hơi chạy trên đường cất, hạ cánh giả định với tốc độ 120 km/h - bằng vận tốc của một máy bay Hawker Hurricane lúc đáp xuống. Tuy nhiên, mới chỉ chạy được vài mét, chiếc xe hơi đã trượt ngang vì mặt băng quá trơn. Mặc dù Pyke đã dời vị trí của móc hãm lên ngay đầu đường hạ cánh nhưng những lần thử nghiệm tiếp theo cũng cho kết quả tương tự: Khi móc hãm móc vào gầm xe thì thay vì dừng lại, chiếc xe tạt ngang rồi xoay tròn. Chưa hết, những khảo sát của Pyke còn cho thấy lúc hạ cánh, bánh xe máy bay vừa chạm vào mặt băng thì do tốc độ cao, ma sát lớn, mặt băng sẽ bị lõm thành những rãnh dài từ 1 đến 2m nên chỉ cần 2 hoặc 3 chiếc máy bay lần lượt nối tiếp nhau hạ cánh thì những chiếc còn lại sẽ không thể xuống được vì đường hạ cánh lúc ấy chẳng khác gì đường ổ gà.
Dự án tưởng như bế tắc thì bất ngờ Max Perutz tìm ra một cách: Đó là phủ một lớp sợi làm từ bột giấy lên mặt băng. Lớp sợi này không những triệt tiêu sự trơn trượt của đường cất, hạ cánh mà nó còn cách điện và cách nhiệt rất tốt. Bên cạnh đó, để giữ cho băng không thể tan, Max Perutz cho đặt một hệ thống cấp đông bao gồm những đường ống chằng chịt nằm dưới đường cất, hạ cánh và các nơi khác trên tàu.
Tuy nhiên, khi thử nghiệm, các kỹ sư Anh nhận thấy các tảng băng không đạt độ cứng như trong ý tưởng của Geoffrey Pyke. Phần vỏ tàu làm từ băng có thể dễ dàng bị vỡ chỉ bằng một cái búa. Do vậy, dự án này tạm thời bị đình chỉ.
Năm 1943, một công ty đa ngành ở New York đã đưa ra một giải pháp đầy hứa hẹn để làm thân tàu bằng cách thêm hợp chất cellulose như mùn cưa, dăm gỗ và vụn giấy vào nước và đóng băng chúng. Không chỉ cứng hơn nước nguyên chất đóng băng, nó còn chậm tan chảy và có độ nổi tốt hơn. Pyke có thể dễ dàng cắt và ghép tạo hình cho tàu. Lúc này có một vấn đề mới phát sinh là quá trình tan chảy và tái đóng băng khiến cấu trúc tàu bị cong vênh. Để khắc phục, phần nổi của tàu được phủ lớp cách nhiệt cũng như một thiết bị đông lạnh và một hệ thống ống dẫn.

## Mô hình tỷ lệ
Để kiểm tra tính khả thi, họ đã xây dựng một mô hình tại Vườn quốc gia Jasper ở Canada để kiểm tra các kỹ thuật cách điện và làm lạnh. Một phiên bản lớn được xây dựng tại hồ Louise (Alberta), một phiên bản tàu Habakkuk thu nhỏ đã được đóng ở Alberta và đưa đến hồ Patricia tại Vườn quốc gia Jasper để thử khả năng cách nhiệt, tái làm lạnh và chống chịu pháo kích. Nguyên mẫu này dài hơn 18 m, rộng 9 m, nặng 1000 tấn và được duy trì đông lạnh nhờ một động cơ một mã lực, đủ để giúp nó không bị tan chảy trong thời tiết nắng nóng của mùa hè. Trong bài thử nghiệm sức công phá, Pyke lần lượt cho bắn vào nó đạn pháo 240 mm, bom 750 kg và ngư lôi 88 mm - là những loại vũ khí có sức công phá lớn nhất thời bấy giờ nhưng chỉ xuyên phá được hơn 3 m, không đáng kể so với kích cỡ tàu. Bởi vậy nó gần như không bị ngư lôi phá hủy. Ngoài ra, tàu này có thể sửa chữa nhanh chóng ngay trên biển.
Tháng 9 năm 1943, dự án Habbakuk khởi công thực hiện chiếc tàu sân bay thứ nhất tại một địa điểm bí mật nằm gần vùng Smithfield với 300 nghìn tấn bột gỗ, 25 nghìn tấn sợi bột giấy cách nhiệt, 35 nghìn tấn gỗ và 10 nghìn tấn thép dùng làm khung đỡ các động cơ, chi phí ước tính khoảng 700.000 bảng Anh so với 25 triệu bảng Anh nếu là tàu sân bay đóng bằng kim loại. Toàn bộ nhân lực chỉ gồm 80 người thay vì phải là 7.000 người.
Mặc dù dự án Habbakuk đã được Thủ tướng Winston Churchill phê duyệt nhưng kỹ sư Geoffrey Pyke và chuyên gia thiết kế tàu sân bay Max Perutz vẫn không ngừng tìm tòi nhằm hoàn thiện việc chế tạo. Bằng nhiều thí nghiệm, cả hai xác định tỉ lệ tối ưu cho con tàu là 86% nước biển và 14% bột gỗ. Theo dự kiến, tàu sân bay sẽ được hạ thủy vào tháng 5 năm 1944, thời điểm mà nước ở biển Bắc đã bắt đầu lạnh dần. Tuy nhiên, nước biển lạnh lại sinh ra một sự cố: Đó là nó sẽ hình thành một lớp băng bám quanh thân tàu và càng hoạt động dài ngày thì lớp băng ấy sẽ tiếp tục dày thêm khiến việc di chuyển của tàu sân bay trở nên chậm chạp. Để khắc phục, Pyke đề nghị cho bọc một lớp thép nhưng điều này làm tăng chi phí lên thêm 2,5 triệu bảng Anh.
Sau nhiều cuộc họp, kỹ sư Pyke bị loại ra khỏi Dự án Habbakuk do không lường trước những phát sinh tốn kém và để bảo đảm sự tham gia của Hoa Kỳ
Trách nhiệm lúc này được đặt lên vai Perutz bởi các yêu cầu của Hải quân Hoa Kỳ trở nên khắt khe hơn: Tàu sân bay làm từ băng phải hoạt động liên tục trong phạm vi 11.000 km, có thể chịu được sóng cấp 6 đồng thời có thể chống lại loại ngư lôi mới nhất của Đức Quốc xã. Như thế, lớp băng ở thân tàu phải dày ít nhất 12 m trong lúc nếu là tàu sân bay đóng bằng sắt thép, vỏ tàu chỗ dày nhất chỉ là 0,24 m. Bên cạnh đó, phía không quân còn yêu cầu chiếc tàu sân bay ấy không chỉ dành riêng cho máy bay săn ngầm, mà còn có thể dùng làm nơi xuất phát cho loại máy bay ném bom hạng nặng nên đường cất, hạ cánh phải dài 610 m. Theo thiết kế, vỏ tàu làm từ băng trộn bột gỗ, nặng 2,2 triệu tấn. 8 máy phát điện chạy bằng hơi nước cung cấp 33.000 mã lực cho 26 động cơ điện, đặt ở bên ngoài vỏ tàu nhằm tránh gây ảnh hưởng tan chảy đến lớp băng. Về vũ khí, tàu sẽ được trang bị 40 súng phòng không, bao gồm từ loại 12,7 mm đến 40 mm. Tàu sẽ di chuyển bằng 26 động cơ đặt ở hai bên thân nên sẽ cần đến hai bánh lái nhưng sau nhiều bàn cãi, Hải quân Hoàng gia Anh quyết định sẽ chỉ đặt một bánh lái nhưng bánh lái ấy cao 30 m là điều bất khả thi.

## Biến thể
Các kiến trúc sư hải quân đã tạo ra ba phiên bản thay thế của khái niệm ban đầu của Pyke, được thảo luận tại một cuộc họp với các Tham mưu trưởng vào tháng 8 năm 1943:
- Habbakuk I (sớm bị loại bỏ) sẽ được làm bằng gỗ.
- Habbakuk II là gần nhất với mô hình COHQ và sẽ là một tàu rất lớn, chậm, tự hành làm bằng pykrete với cốt thép. Kích thước sẽ có chiều dài 1200 mét và chiều rộng là 180 mét.[14]
- Habbakuk III là một phiên bản nhỏ hơn, nhanh hơn của Habbakuk II.[2]

## Kết thúc dự án
Đầu tháng 12 năm 1943, Max Perutz quyết định chọn khu vực Açores nằm ở bờ biển Bồ Đào Nha làm nơi xây dựng con tàu vì đây là địa điểm lý tưởng nhất để ra Đại Tây Dương. Lúc này, sau những phấn khích ban đầu, các chuyên gia về tàu sân bay của Hải quân Hoa Kỳ mới có thời gian nghiên cứu sâu hơn từng chi tiết.
Họ nhanh chóng nhận ra rằng khối lượng sắt thép cần để xây dựng một nhà máy làm đông đặc toàn bộ khối nước biển trộn bột gỗ lớn hơn nhiều nếu dùng số sắt thép ấy để đóng tàu sân bay. Bên cạnh đó, việc xây dựng những nhà máy nghiền bột gỗ và kéo sợi bột giấy theo đúng tiêu chuẩn do Pyke đặt ra cũng cần đến số sắt thép rất lớn. Theo Sir Charles Goodeve - Trợ lý Quản lý nghiên cứu và phát triển thuộc Bộ Hải quân Anh quốc thì: "Số bột giấy dùng cho tàu sân bay sẽ làm ảnh hưởng đáng kể đến việc cung cấp giấy cho thị trường vì nó cần đến 40.000 tấn, chưa kể gần 1.000km đường ống thép dùng trong hệ thống cấp đông, giữ cho vỏ tàu không tan chảy nếu thời tiết nóng trên 12°C mà tàu chỉ chạy được tối đa 6 hải lý/giờ thì việc chế tạo ra nó là không cần thiết".
Cuối cùng, trong cuộc họp của Hội đồng quản trị Dự án Habbakuk diễn ra vào cuối tháng 12 năm 1943, gần như tất cả mọi thành viên hội đồng đều quyết định chấm dứt việc đóng tàu sân bay làm từ băng bởi lẽ đã mang tiếng là một tàu sân bay mà nó chỉ có thể hoạt động ở vùng biển Bắc trong lúc chiến tranh trên biển đang có khuynh hướng chuyển xuống Thái Bình Dương, nơi Hải quân Đế quốc Nhật Bản vẫn còn đang ở thế mạnh, và nhất là sau lời phát biểu của Đô đốc Admiral Carlisle Albert Herman Trost - Tư lệnh Hải quân Mỹ ở mặt trận Đại Tây Dương rằng chỉ cần 1 quả bom cháy 1.000 kg (Bom napan) của máy bay Đức ném xuống tàu sân bay Habbakuk, tất cả chẳng còn gì có thể cứu vãn.
Một yếu tố nữa góp phần dẫn đến cái chết của dự án Habbakuk là Quân đội Đức Quốc xã lần lượt bị đánh bật ra khỏi những vùng mà trước đó, họ chiếm được từ Liên Xô. Việc ấy dẫn đến lợi thế là Không quân Hoàng gia Anh, Không quân Hoa Kỳ có thể sử dụng các sân bay trên đất Liên Xô để săn lùng tàu ngầm U-boat ở biển Bắc với cự ly xuất phát gần hơn rất nhiều nếu cất cánh từ nước Anh.
Dù kế hoạch chỉ kéo dài trong thời gian ngắn, nhưng nguyên mẫu của nó có độ bền đáng ngạc nhiên. Trải qua ba mùa hè nóng bức ở Canada, phiên bản thu nhỏ để thử nghiệm của nó mới tan chảy hoàn toàn.

## Sự cố bắn súng
Tại Hội nghị Quebec vào năm 1943, Lord Mountbatten đã mang theo một khối pykrete để chứng minh tiềm năng của nó đối với những người ngưỡng mộ và tướng lĩnh cùng với Winston Churchill và Franklin D. Roosevelt. Mountbatten bước vào với hai khối và đặt chúng trên mặt đất. Một là một khối băng bình thường và cái kia là pykrete. Sau đó Lord Mountbatten rút khẩu súng lục và bắn vào khối đầu tiên. Nó vỡ vụn. Tiếp theo, bắn vào pykrete, viên đạn bật ra khỏi khối, trúng chân quần của Đô đốc Ernest King và kết thúc trên tường.

## Tái dựng
Trong chương trình Đội khám phá bí ẩn - MythBusters phát sóng ngày 15 tháng 4 năm 2009 trên Discovery Channel, Jamie Hyneman và Adam Savage đã chế tạo một chiếc thuyền nhỏ trong một phiên bản sửa đổi của pykrete, sử dụng báo thay vì bột gỗ. Họ đã thử nghiệm thành công chiếc thuyền ở vùng biển Alaska với tốc độ 25 dặm Anh/giờ (40 km/h). Họ cũng kết luận rằng pykrete có thể chống đạn, mạnh hơn băng và mất nhiều thời gian để tan chảy hơn băng. Kết luận là "hợp lý, nhưng lố bịch."
Vào tháng 9 năm 2010, chương trình Bang Goes The Theory phát trên BBC đã tái tạo một chiếc thuyền pykrete. Một thân tàu sử dụng 5.000 kg pykrete sợi gai dầu đã được đông lạnh trong một kho lạnh, sau đó được đưa ra tại Portsmouth cho một chuyến đi theo kế hoạch qua Solent to Cowes. Thân tàu ngay lập tức bị rò rỉ vì các lỗ đã bị cắt ở phía sau để gắn động cơ phía ngoài.